# Casino Kid
Casino Kid è un videogioco pubblicato nel 1989 per NES. Il videogioco è sviluppato e pubblicato da SOFEL. In Giappone, il gioco è stato nominato $1,000,000 Kid: Maboroshi no Teiou Hen (100万＄キッド 幻の帝王編?) e si basa sul manga $1,000,000 Kid di Yuki Ishigaki.

## Modalità di gioco
Casino Kid si svolge nella città fittizia di Lost Wages (nella versione giapponese è Las Vegas) dove l'obiettivo è quello di guadagnare un sacco di soldi e sconfiggere il malvagio re del casinò. I giochi del casinò sono poker a 5 carte e blackjack. Le slot machines e le roulette sono stati omessi dalla versione nordamericana. Mentre la versione nordamericana utilizza nomi fittizi, la versione giapponese utilizza il nome originale del casinò di Las Vegas, Golden Nugget.
Nella versione giapponese è possibile giocare in più casinò come quello di New York, pagando un biglietto aereo. Inoltre, nella stessa versione il giocatore può in generale personalizzare i propri dati e provare la "modalità libera" dove è possibile provare nuove strategie.

### Sequel
Casino Kid II è il sequel di Casino Kid, uscito in Nord America nell'aprile 1993 dalla stessa società. Questo sequel non è mai stato pubblicato in Giappone.
In Casino Kid II, il protagonista del titolo, dopo aver sconfitto i migliori giocatori di Las Vegas, riceve una sfida dai migliori giocatori di tutto il mondo. Gli incontri sono organizzati da un capo misterioso, e per svelare il leader, il giocatore devono sconfiggere nove avversari da tutto il mondo nei giochi di roulette, poker e blackjack. C'è una sequenza che mostra la storia del videogioco, la quale è più elaborata rispetto a Casino Kid.